# Centro Histórico Fotográfico de la Región de Murcia
El Centro Histórico Fotográfico de la Región de Murcia, conocido como Cehiform por su acrónimo, es un organismo público creado con el fin de investigar sobre la historia de la fotografía en la Región de Murcia y difundir sus hallazgos.

## Historia
Se creó por la Orden de 16 de noviembre de 2001 de la Consejería de Turismo y Cultura, publicada el 27 de noviembre, con la finalidad de «reunir, conservar, catalogar y difundir la fotografía y todos aquellos documentos iconográficos que contribuyan a conocer el presente y el pasado histórico y artístico de la Región de Murcia».
Se inauguró el 9 de mayo de 2002 en su sede inicial en la tercera planta del Palacio de Aguirre de Cartagena, para trasladarse más tarde a unas dependencias en la Casa del Niño, con una sala de archivo de placas y negativos y centro de documentación fotográfico, una sala de consulta para investigadores y un laboratorio. A mitad de 2010 se traslada al Archivo General de la comunidad con sede en Murcia, donde debía permanecer temporalmente hasta que se pudiera acometer la renovación del edificio de la Casa del Niño, y donde continúa.
La coordinación de su puesta en marcha y la dirección en sus seis primeros años de funcionamiento estuvo a cargo del fotógrafo Juan Manuel Díaz Burgos quien realizó un importante trabajo de recuperación, incremento de fondos y presencia pública de los mismos hasta que fue cesado de su cargo en el verano de 2007. El nuevo director del centro fue el historiador José Fernando Vázquez Casillas.

## Fondos documentales
En sus fondos conserva más de 550 000 imágenes de autores de la Región de Murcia como Fernando Navarro Ruiz, José Casaú, Juan Martínez Blaya, Juan Sáez Tornell, Joaquín Padilla Jimeno, Antonio Abellán Amorós, Ginés López Rodríguez, Juan Orenes Gambín, Luis Canicio Canicio, Carlos Gallego, así como pequeñas colecciones de negativos de autores anónimos.
Las actividades que se desarrolla se centran principalmente en el fomento de la investigación y el tratamiento de los fondos para su correcta conservación, la organización de exposiciones  en diferentes espacios de la comunidad autónoma, la oferta de actividades formativas, la edición de publicaciones y la elaboración de encuentros en colaboración con otras instituciones culturales.
Como fruto de la investigación y la ampliación de las colecciones fotográficas se han organizado distintas exposiciones itinerantes, acompañadas de la publicación de diversos catálogos que recogen la obra de algunos fotógrafos del ámbito regional: Fernando Navarro, los Tani –Estanislao Ripoll Pérez y Estanislao Ripoll Díaz–, José Rodrigo Navarro-Casete, Pedro Menchón Peñas, Carlos Gallego, etc.